# チャールズ・ウッド (初代ハリファックス子爵)
初代ハリファックス子爵チャールズ・ウッド（英語: Charles Wood, 1st Viscount Halifax, GCB, PC、1800年12月20日 - 1885年8月5日）は、イギリスの政治家、貴族。
19世紀中期頃のホイッグ党・自由党政権下で閣僚職を歴任した。

## 経歴

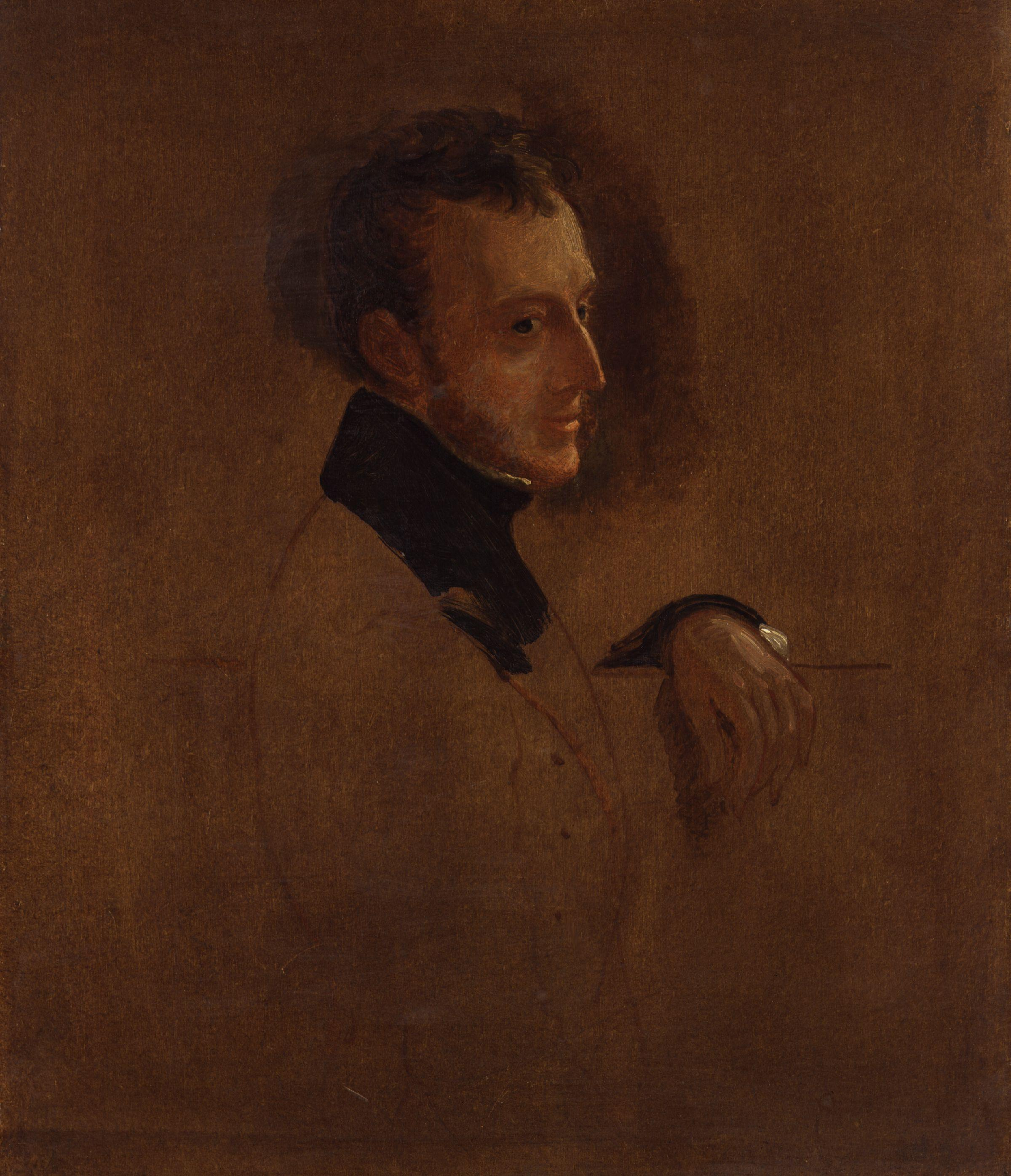
若い頃のウッドを描いた絵画（ジョージ・ヘイター画）

1800年12月20日、第2代准男爵サー・フランシス・リンドリー・ウッドとその妻アン（旧姓バック）の長男として生まれる。
イートン校を経てオックスフォード大学オリオル・カレッジに進学。1821年にバチェラー・オブ・アーツ（BA）、1824年にマスター・オブ・アーツ（MA）の学位を取得。
1826年から1831年にかけてグレート・グリムズビー選挙区から庶民院議員に選出された。その後も1831年から1832年にかけてはウェアハム選挙区、1832年から1865年にかけてはハリファックス選挙区、1865年から1866年にかけてはリポン選挙区から選出された。
ホイッグ党に所属し、1829年には同党幹部の第2代グレイ伯爵チャールズ・グレイの娘メアリーと結婚した。グレイ伯爵は要職を親族で固める傾向があったため、彼もこの結婚以降党の重職に登用されるようになった。
ホイッグ党が政権をとっていた期間には閣僚職を歴任した。グレイ伯爵内閣期の1832年から1834年にかけては大蔵省政務次官、第二次メルバーン子爵内閣期の1835年から1839年にかけては海軍省政務次官、第一次ジョン・ラッセル卿内閣期の1846年から1852年には財務大臣を務めた。財務大臣時代には財政問題をめぐって首相ラッセルと対立を深めた。この対立は同時期のラッセルと外務大臣パーマストン子爵の対立と合わせて、1848年から1850年頃にかけてのラッセルの権威低下の一因となった。
1846年には父から准男爵位を継承した。
ピール派（保守党自由貿易派）との連立には否定的な立場をとっていたが、1852年から1855年にかけて成立したホイッグ党とピール派の連立政権アバディーン伯爵内閣にはインド庁長官として入閣している。1853年にはインド統治法案の議会通過に尽力した。また同内閣でラッセルが推進していた選挙法改正に対しては、クリミア戦争勃発前には前向きな姿勢をとっていたが、1854年の戦争勃発後は他の閣僚たちと同様に延期を主張するようになった（アバディーン伯爵の決定で延期された）。つづく第一次パーマストン子爵期の1855年から1858年にかけては海軍大臣として入閣した。
1858年から1859年にかけてはクラレンドン伯爵やグランヴィル伯爵ら他のホイッグ党幹部とともにパーマストン子爵とラッセルの和解を推進することで自由党結成に尽力した。
自由党政権の第二次パーマストン子爵内閣と第二ラッセル伯爵内閣期の1859年から1866年にかけてはインド大臣を務めた。1866年にハリファックス子爵に叙せられ、貴族院議員に列した。第一次グラッドストン内閣期の1870年から1874年にかけて王璽尚書を務めた。
1885年8月8日に84歳で死去した。

## 栄典

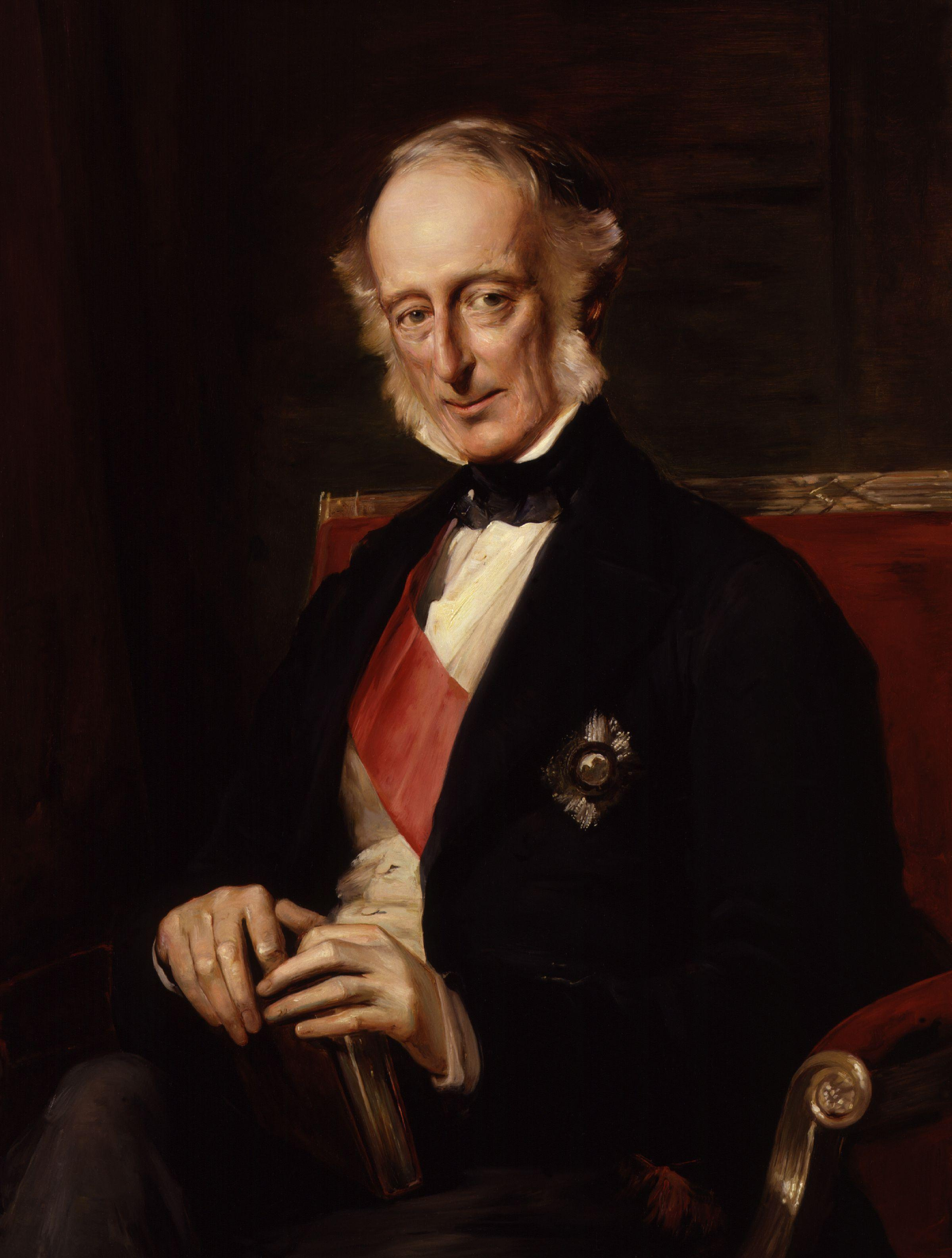
アンソニー・ド・ブリー画のハリファックス卿

- 1846年12月31日、第3代ウッド准男爵（1784年創設グレートブリテン准男爵位）[4]
- 1846年、枢密顧問官（PC）[4]
- 1856年、バス勲章ナイト・グランド・クロス（GCB）[4]
- 1866年2月21日、初代ハリファックス・オブ・モンク・ブレトン子爵（連合王国貴族爵位）[4]

## 家族
1829年に第2代グレイ伯爵チャールズ・グレイの娘メアリーと結婚し、彼女との間に以下の7子を儲ける。
- 第1子（長女）ブランチェ・エディス・ウッド閣下（-1921）
- 第2子（次女）アリス・ルイーザ・ウッド閣下（-1934）
- 第3子（長男）第2代ハリファックス子爵チャールズ・ウッド（英語版）（1839-1934）
- 第4子（三女）エミリー・シャーロット・ウッド（1840-1904）
- 第5子（次男）フランシス・リンドリー・ウッド大尉閣下（1841-1873）
- 第6子（三男）ヘンリー・ジョン・リンドリー・ウッド中佐閣下（1843-1903）
- 第7子（四男）フレデリック・ジョージ・リンドリー・ウッド閣下（1846-1910）